# Psara (geslacht)
Psara is een geslacht van vlinders van de familie van de grasmotten (Crambidae), uit de onderfamilie van de Spilomelinae. De wetenschappelijke naam en de beschrijving van dit geslacht werden in 1880 gepubliceerd door Pieter Snellen. Snellen beschreef ook de eerste soort uit het geslacht, Psara pallicaudalis Snellen, 1875, die als typesoort is aangeduid.

## Soorten
- P. acrospila (Meyrick, 1886)
- P. admensalis (Walker, 1859)
- P. aprepia (Hampson, 1913)
- P. atritermina (Hampson, 1913)
- P. chathamalis (Schaus, 1923)
- P. cryptolepis (Martin, 1956)
- P. dorcalis (Guenée, 1862)
- P. dryalis (Walker, 1859)
- P. duplicatrix Meyrick, 1936
- P. ferruginalis (Saalmüller, 1880)
- P. frenettalis Legrand, 1966
- P. glaucalis (Hampson, 1912)
- P. guatalis Schaus, 1920
- P. hesperialis (Herrich-Schäffer, 1871)
- P. ingeminata  (Meyrick, 1933)
- P. intermedialis (Amsel, 1956)
- P. jasiusalis (Walker, 1859)
- P. mahensis (Fletcher T. B., 1910)
- P. molestalis (Amsel, 1956)
- P. mysticalis (Schaus, 1920)
- P. nigridior Rothschild, 1915
- P. normalis Hampson, 1918
- P. obscuralis (Lederer, 1863)
- P. orphnopeza Clarke, 1986
- P. pallicaudalis Snellen, 1875
- P. pallidalis (Hampson, 1913)
- P. palpalis Hampson, 1918
- P. pargialis (Schaus, 1920)
- P. pertentalis (Möschler, 1890)
- P. prumnides (Druce, 1895)
- P. rubricostalis Janse, 1924
- P. selenialis Snellen, 1895
- P. simillima Hampson, 1913
- P. subaurantialis (Herrich-Schäffer, 1871)
- P. subhyalinalis (Herrich-Schäffer, 1871)
- P. submarginalis Caradja, 1925
- P. ultratrinalis (Marion, 1954)
- P. velitaris Meyrick, 1936
- P. venezuelensis (Amsel, 1956)

### Status onduidelijk
- P. auricolor Janse, 1935